# Elisabetta Bavagnoli
Elisabetta Bavagnoli, detta Betty (Piacenza, 3 settembre 1963), è un'allenatrice di calcio ed ex calciatrice italiana, di ruolo difensore o centrocampista, responsabile del settore femminile della Roma.

## Caratteristiche tecniche

### Giocatrice
Nel corso della carriera ha cambiato ruolo diverse volte: inizialmente ala destra, ha poi giocato come terzino, laterale di centrocampo e, nella sua ultima stagione, anche come libero. Tatticamente ordinata e diligente, era dotata di facilità di corsa e buona tecnica di base.

### Allenatrice
Insieme a Milena Bertolini e Carolina Morace, è una delle tre allenatrici italiane a possedere il titolo necessario per allenare una squadra di Serie A maschile. Predilige il 4-4-2, pur non disdegnando altri moduli in base alle caratteristiche tecniche della squadra. Richiede normalmente un pressing alto, all'altezza del centrocampo.

## Carriera

### Giocatrice

#### Club
Esordisce giovanissima nel Piacenza, la squadra della sua città, dove rimane per cinque stagioni, fino allo scioglimento della squadra, nel 1983. In seguito milita per diverse stagioni nel Modena e nella Lazio: in quest'ultima società vince il primo dei suoi sette scudetti, nel campionato 1987-1988, e conosce Carolina Morace, con la quale instaura un rapporto di amicizia e di collaborazione professionale. In coppia con la Morace milita in seguito nella Reggiana e nel Milan, che lascia nel corso della stagione 1993-1994 per i problemi economici della società. Si trasferisce quindi alla Torres, ricostituendo poi il duo con la Morace nell'Agliana, nel Verona e di nuovo nel Modena.
Chiude la carriera nel 1999 all'età di 36 anni, dopo un biennio di nuovo alla Lazio: nella prima stagione è allenatrice-giocatrice, mentre nel campionato successivo lascia la panchina alla Morace, appena ritirata dal calcio giocato, mantenendo il ruolo di vice allenatore oltre che giocatrice. Con la formazione capitolina vince la Coppa Italia 1998-1999, battendo in finale il Milan per 4-0.

#### Nazionale
Esordisce con la maglia azzurra il 3 maggio 1986, a Potenza, nella vittoria per 1-0 sull'Ungheria. Viene successivamente convocata anche per quattro campionati europei e per il Mondiale del 1991; ha fatto parte della Nazionale giunta seconda negli Europei 1993, miglior risultato assoluto ottenuto dalle Azzurre.
Con la maglia dell'Italia ha totalizzato 80 presenze e un gol, chiudendo la sua esperienza con la rappresentativa nel 1997 con la vittoria per 2-0 sull'Inghilterra.

### Allenatrice

Bavagnoli (a destra) vice della Viterbese nel 1999, insieme all'allenatore Carolina Morace

Subito dopo il ritiro entra nello staff di Carolina Morace, come allenatrice in seconda: ricopre questo incarico nella Viterbese di Luciano Gaucci (Serie C1), prima esperienza di conduzione tecnica femminile nel calcio maschile. Dopo una sconfitta nella seconda giornata di campionato, Gaucci manifesta l'intenzione di sostituire lo staff tecnico (tra cui proprio la Bavagnoli), inducendo la Morace alle dimissioni; la Bavagnoli si dimette a sua volta pochi giorni dopo.
Nel 2000 segue la Morace come vice sulla panchina della Nazionale italiana, occupandosi nello stesso tempo anche della Nazionale Under-18. Dal 2003 è commissario tecnico della Nazionale Under-19, con cui partecipa al campionato europeo di categoria e ai Mondiali in Thailandia.
In seguito torna alla Lazio come direttore tecnico, insieme ad Antonello Belli, e collabora con il settore giovanile femminile della Lodigiani e con il Fiano Romano, di cui è anche allenatrice nella stagione 2008-2009. Tra il 2009 e il 2011 affianca la Morace come commissario tecnico della Nazionale di calcio femminile del Canada, ottenendo la vittoria nella Gold Cup e partecipando ai Mondiali del 2011.
Il 10 dicembre 2012 inizia a frequentare a Coverciano il corso di abilitazione per il master di allenatori professionisti Prima Categoria-UEFA Pro, conseguendo il patentino il 5 luglio 2013 (unica donna tra i promossi). Nello stesso periodo torna a collaborare con la Morace in varie attività legate al calcio giovanile.
In seguito ricopre il ruolo di Responsabile della Scuola Calcio del Monterosi FC.

### Statistiche da allenatrice
Statistiche aggiornate al 18 marzo 2019.
| Stagione        | Squadra         | Campionato      | Campionato | Campionato | Campionato | Campionato | Coppe nazionali | Coppe nazionali | Coppe nazionali | Coppe nazionali | Coppe nazionali | Coppe continentali | Coppe continentali | Coppe continentali | Coppe continentali | Coppe continentali | Altre coppe | Altre coppe | Altre coppe | Altre coppe | Altre coppe | Totale | Totale | Totale | Totale | Vittorie % |
| Stagione        | Squadra         | Comp            | G          | V          | N          | P          | Comp            | G               | V               | N               | P               | Comp               | G                  | V                  | N                  | P                  | Comp        | G           | V           | N           | P           | G      | V      | N      | P      | %          |
| --------------- | --------------- | --------------- | ---------- | ---------- | ---------- | ---------- | --------------- | --------------- | --------------- | --------------- | --------------- | ------------------ | ------------------ | ------------------ | ------------------ | ------------------ | ----------- | ----------- | ----------- | ----------- | ----------- | ------ | ------ | ------ | ------ | ---------- |
| 1997-1998       | Lazio CF        | A               | 30         | 6          | 12         | 12         | CI              | 2               | 1               | 0               | 1               |                    | -                  | -                  | -                  | -                  |             | -           | -           | -           | -           | 32     | 7      | 12     | 13     | 21,88      |
| 2018-2019       | Roma            | A               | 22         | 11         | 3          | 8          | CI              | 5               | 3               | 1               | 1               | -                  | -                  | -                  | -                  | -                  | -           | -           | -           | -           | -           | 27     | 14     | 4      | 9      | 51,85      |
| 2019-2020       | Roma            | A               | 16         | 11         | 1          | 4          | CI              | 3               | 3               | 0               | 0               | -                  | -                  | -                  | -                  | -                  | -           | -           | -           | -           | -           | 19     | 14     | 1      | 4      | 73,68      |
| 2020-2021       | Roma            | A               | 22         | 10         | 7          | 5          | CI              | 7               | 5               | 1               | 1               | -                  | -                  | -                  | -                  | -                  | SI          | 1           | 0           | 0           | 1           | 30     | 15     | 8      | 7      | 50,00      |
| Totale Roma     | Totale Roma     | Totale Roma     | 60         | 32         | 11         | 17         |                 | 15              | 11              | 2               | 2               |                    | -                  | -                  | -                  | -                  |             | 1           | 0           | 0           | 1           | 76     | 43     | 13     | 20     | 56,58      |
| Totale carriera | Totale carriera | Totale carriera | 90         | 38         | 23         | 29         |                 | 17              | 12              | 2               | 3               |                    | -                  | -                  | -                  | -                  |             | 1           | 0           | 0           | 1           | 108    | 50     | 25     | 33     | 46,30      |

## Palmarès

### Giocatrice
- Campionato italiano: 7

Lazio: 1987-1988
Reggiana: 1990-1991
Milan 82 Salvarani: 1991-1992
Torres Fo.S.: 1993-1994
Agliana: 1994-1995
Verona Gunther: 1995-1996
Modena: 1996-1997
- Coppa Italia: 1

Lazio: 1998-1999

### Allenatrice

#### Club
- Coppa Italia: 1

Roma: 2020-2021

#### Nazionale
- CONCACAF Women's Gold Cup: 1

Canada: 2010

#### Individuale
- Panchina d'oro: 1

2018-2019